# Коломбо
Коло́мбо (синг. කොළඹ, там. கொழும்பு) — комерційна столиця та найбільше місто Шрі-Ланки. Згідно з Інститутом Брукінгс, у столичній агломерації Коломбо проживає 5,6 млн осіб, а в самому місті 752,993. Це фінансовий центр острова і популярне туристичне місце. Воно розташоване на західному узбережжі острова і лежить в межах мегаполісу Велике Коломбо, який також включає Шрі-Джаяварденепура-Котте, законодавчу столицю Шрі-Ланки та Дехівала-Маунт-Лавінія. Коломбо часто називають столицею, оскільки Шрі-Джаяварденепура-Котте знаходиться в межах міста, а також передмісті Коломбо. Воно також є адміністративною столицею Західної провінції і окружною столицею округу Коломбо. Коломбо є жвавим і яскравим місцем, де сучасна забудова поєднується з районами колоніального періоду та мальовничими руїнами. Це була законодавча столиця Шрі-Ланки до 1982 року.
Завдяки своєму великому порту та своєму стратегічному положенню вздовж морських торговельних шляхів Схід-Захід, Коломбо було відоме древнім купцям 2000 років тому. Це була столиця острова, коли Шрі-Ланка перейшла до Британської імперії в 1815 році, а статус столиці зберігся, коли нація стала незалежною у 1948 році. Коломбо було визначене як комерційна столиця Шрі-Ланки.
Як і багато інших міст, міська територія Коломбо простягається далеко за межі єдиної місцевої влади, включаючи інші муніципальні та міські ради: муніципальну раду Шрі-Джаяварденепура-Котте, муніципальну раду Дехівала-Маунт-Лавінія, міську раду Колоннава, муніципальну раду Кадувела та Котікаватта Муллеріява Падешія Сабха. Головне місто є домом для більшості корпоративних офісів, ресторанів і розважальних центрів Шрі-Ланки. Знамениті визначні пам'ятки в Коломбо включають Galle Face Green, Парк Віхарамахадеві, Озеро Бейра, Іподром Коломбо, Планетарій Шрі-Ланки, Університет Коломбо, Маунт-Лавінія-Біч, Театр Нелум Покуна Махінда Раджапакса, Телевежа "Лотос", а також Національний музей Коломбо.

## Етимологія

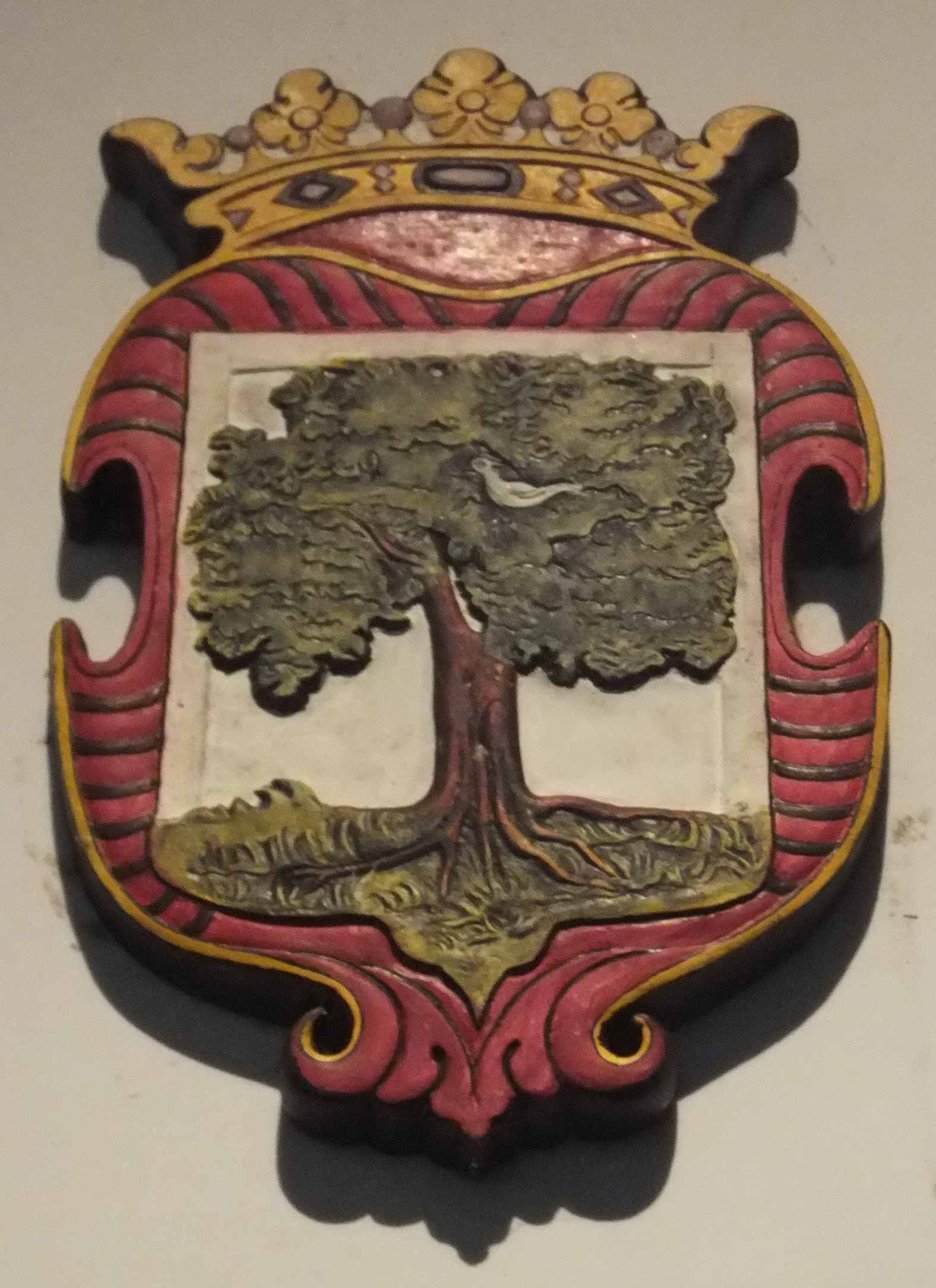
Герб Коломбо з епохи голландського Цейлону, що зображає дерево манго.

Назва «Коломбо», вперше введена португальцями в 1505 році, вважається похідною від класичної сингальської назви කොලොන් තොට (Колон-тота), що означає «порт на річці Келані».
Інша версія, що назва походить від сингальської назви අඹ-අඹ-තොට (Кола-амба-тота), що означає «гавань з листяними манговими деревами». Ця версія викладена також в історії острова авторства Роберта Нокса, написаній ним в ув'язненні в Канді. Він пише: «На Заході міста Коламбо, названого від дерев, що ростуть у цьому місці, і які місцеві своєю мовою називають «амбо»; але вони ніколи не дають плодів, мають лише листя, яке їхньою мовою буде «кола», і тому вони називають дерево «коламбо», у свою чергу змінене християнами на «коломбо» з поваги до Христофора Колумба».
Автор найдавнішої сингальської граматики, Сідатсангарава, написаної в XIII столітті, писав про категорію слів, які належали виключно раннім сингальцям. Вона включає слова нарамба (дивитися) і коламба (брід або пристань) як належність до корінного джерела. Коламба також може бути джерелом назви комерційної столиці Коломбо.

## Історія
Завдяки своїй природній гавані, Коломбо було відоме індійським, грецьким, перським, римським, арабським і китайським купцям понад 2000 років тому. Мандрівник Ібн Батута, який побував на острові в XIV столітті, називав його Каланпу. Араби, чиї головні інтереси лежали у сфері торгівлі, почали поселятися в Коломбо приблизно у VIII столітті нашої ери, головним чином тому, що порт допомагав їхньому бізнесу шляхом контролю великої частини торгівлі між сингальськими королівствами і зовнішнім світом. Їхніми нащадками тепер є місцева громада Шрі-Ланки.

### Португальський період
Португальські дослідники на чолі з Лоуренсо де Альмейда вперше прибули в Шрі-Ланку в 1505 році. Під час свого першого візиту вони уклали договір з королем Котте Паракрамабаху VIII (1484—1508), який давав їм право торгівлі урожаєм кориці з прибережних районів острова, у тому числі й з території самого Коломбо. У рамках договору португальці отримали повну владу над береговою лінією в обмін на обіцянку охорони узбережжя від загарбників. Їм було дозволено створити торговельну Факторію в Коломбо. Протягом короткого часу, однак, вони вигнали мусульманських жителів Коломбо і почали будувати форт у 1517 році.
Португальці незабаром зрозуміли, що контроль над Шрі-Ланкою необхідний для захисту їх колоніальних володінь в Індії, і вони почали маніпулювати правителями королівства Котте, щоб отримати контроль над цією територією. Після майстерного використання суперництва в королівській сім'ї, вони взяли під контроль велику територію королівства, а сингальський король Маядунне створив нове царство в Сітаваці, домені в королівстві Котте. Невдовзі він приєднав велику частину королівства Котте і змусив португальців відступити в Коломбо, який неодноразово був обложений Маядунне і пізнішими правителями Сітаваки, змушуючи їх шукати підкріплення зі своєї головної бази в Гоа, Індія. Після падіння королівства в 1593 році португальці змогли встановити повний контроль над прибережною територією, а Коломбо — їхньою столицею. Ця частина Коломбо як і раніше відома завдяки Форту, будинкам президентського палацу і більшості п'ятизіркових готелів Коломбо. Територія, що знаходиться безпосередньо за межами Форту, відома як Петта (сингальською කොටුව piṭa koṭuva, «зовнішній форт») і є комерційним вузлом.

### Голландський період

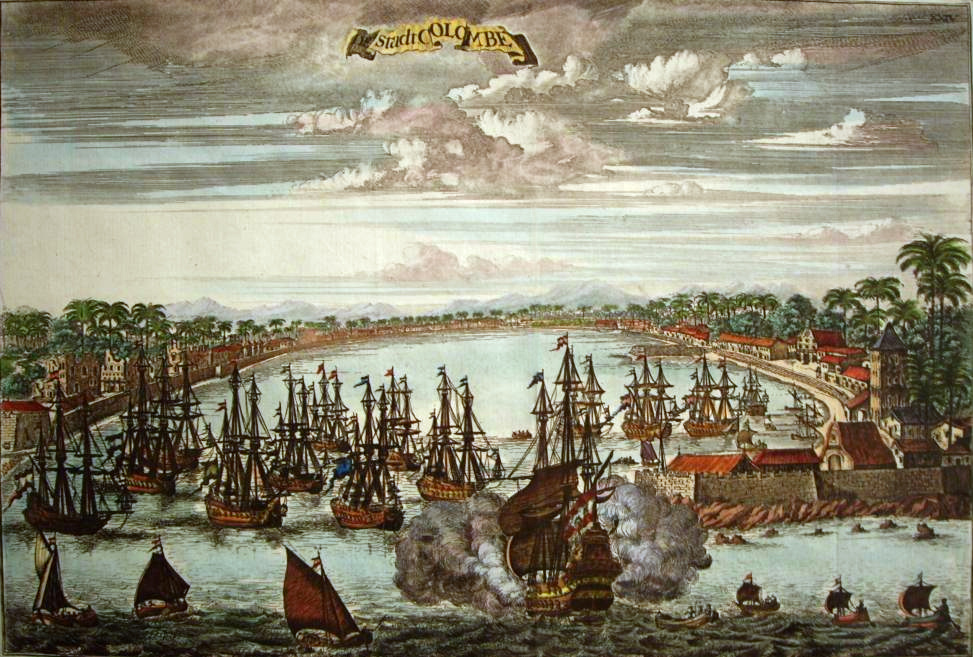
Голландська гравюра Коломбо приблизно в 1680 році

У 1638 р. голландці підписали договір з королем держави Канді Ранджінхою II, який підтримував короля в його війні проти португальців в обмін на монополію торгівлі основними товарами острова. Португальці чинили опір голландцям і кандійцям, але одне за одним втратили всі свої укріплення, починаючи з 1639 року. Голландці захопили Коломбо в 1656 році після історичної облоги, у кінці якої лише 93 португальців, які вижили, отримали дозвіл безперешкодно покинути обложене укріплення. Хоча голландці (наприклад, Рейклоф ван Гунс) спочатку відновили на захопленій території владу сингальських королів, вони пізніше відмовилися повертати свої завоювання і фактично отримали контроль над землями острова, найбагатшими корицею, включаючи Коломбо, яке відтоді служило столицею голландських морських провінцій під контролем голландської Ост-Індійської компанії до 1796 року.

### Британський період

Сцена вулиці Коломбо на початку 20-го століття з трамвая і старої ратуші у фоновому режимі

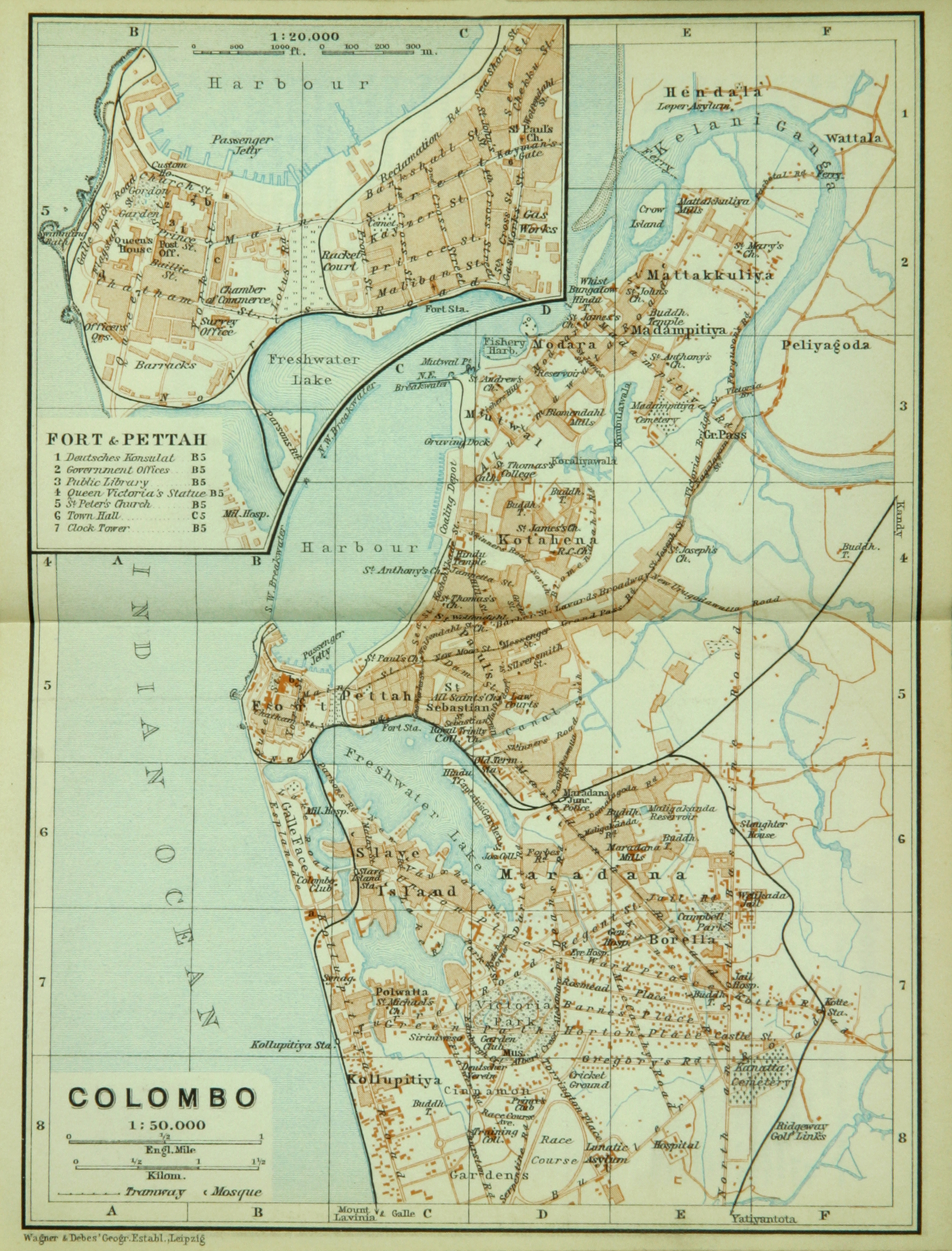
Карта Коломбо, c. 1914

Незважаючи на те, що англійці захопили Коломбо в 1796 році, воно залишалося в статусі британської військової бази до тих пір, поки в 1815 році вони цілком підкорили державу Канді, і відтоді Коломбо стало столицею їхньої новоствореної колонії Британський Цейлон. На відміну від португальців і голландців, які використовували Коломбо як військову фортецю, англійці почали будувати будинки та інші цивільні структури навколо форту, що породило нинішнє місто Коломбо.
Спочатку керівництво містом було доручене «колектору», і Джон Макдауелл став першим, хто зайняв цю посаду. Потім, у 1833 році, керівництво містом було доручене т. зв. «урядовому агенту» Західної провінції. Століття колоніального правління означало занепад корінної адміністрації Коломбо, а в 1865 році англійці задумали муніципальну раду як засіб підготовки місцевого населення до самоврядування. Законодавча рада Цейлону скликала муніципальну раду Коломбо в 1865 році, перше засідання якої відбулось 16 січня 1866 року. На той час населення регіону становило близько 80 тисяч осіб.
За час свого контролю над Коломбо, англійці взяли на себе більшу частину планування сучасного міста. У деяких районах міста трамвайні рейки та гранітне мощення, закладені в ту епоху, існують до сьогодні.

### Після отримання незалежності

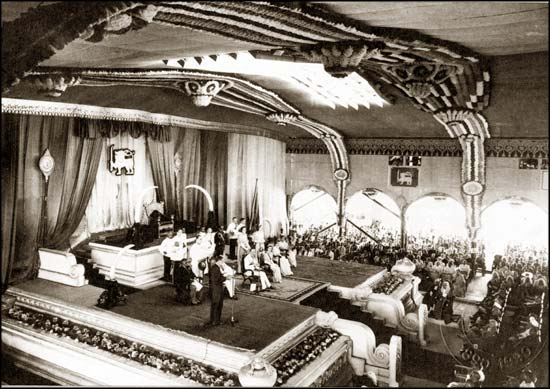
Офіційна церемонія, присвячена початку самоврядування на Площі Незалежності.

Ця епоха колоніалізму завершилася мирно в 1948 році, коли Цейлон отримав незалежність від Британії. Внаслідок величезного впливу на жителів міста та країни в цілому зміни, що привели до кінця колоніального періоду, були різкими. Укорінилася ціла нова культура. Зміни у законах і звичаях, стилях одягу, релігіях і власних іменах були результатом колоніальної епохи. Ці культурні зміни супроводжувалися зміцненням економіки острова. Навіть сьогодні вплив португальців, голландців та британців чітко видно в архітектурі Коломбо, іменах, одязі, їжі, мові та звичаях. Будинки з усіх трьох епох нагадують про бурхливе минуле Коломбо. Місто та його люди демонструють цікаву суміш європейського одягу та способу життя разом з місцевими звичаями.
Історично склалося так, що до Коломбо відносили територію навколо Форту і ринку Петта Маркет, який славиться різноманітністю доступних продуктів, а також Ханську башту, місцеву пам'ятку. В даний час це стосується меж міської ради Коломбо. Найчастіше назва використовується для конурбації, відомої як Коломбо, яка охоплює кілька муніципальних рад, включаючи Шрі-Джаяварденепура-Котте, Дехівала-Маунт-Лавінія і Коломбо.
Хоча Коломбо втратило свій статус столиці Шрі-Ланки в 1980-х роках, воно продовжує бути комерційним центром острова. Незважаючи на офіційну столицю Шрі-Ланки, що переїхала до сусіднього Шрі-Джаяварденепура-Котте, більшість країн все ще зберігають свої дипломатичні представництва в Коломбо.

## Географія

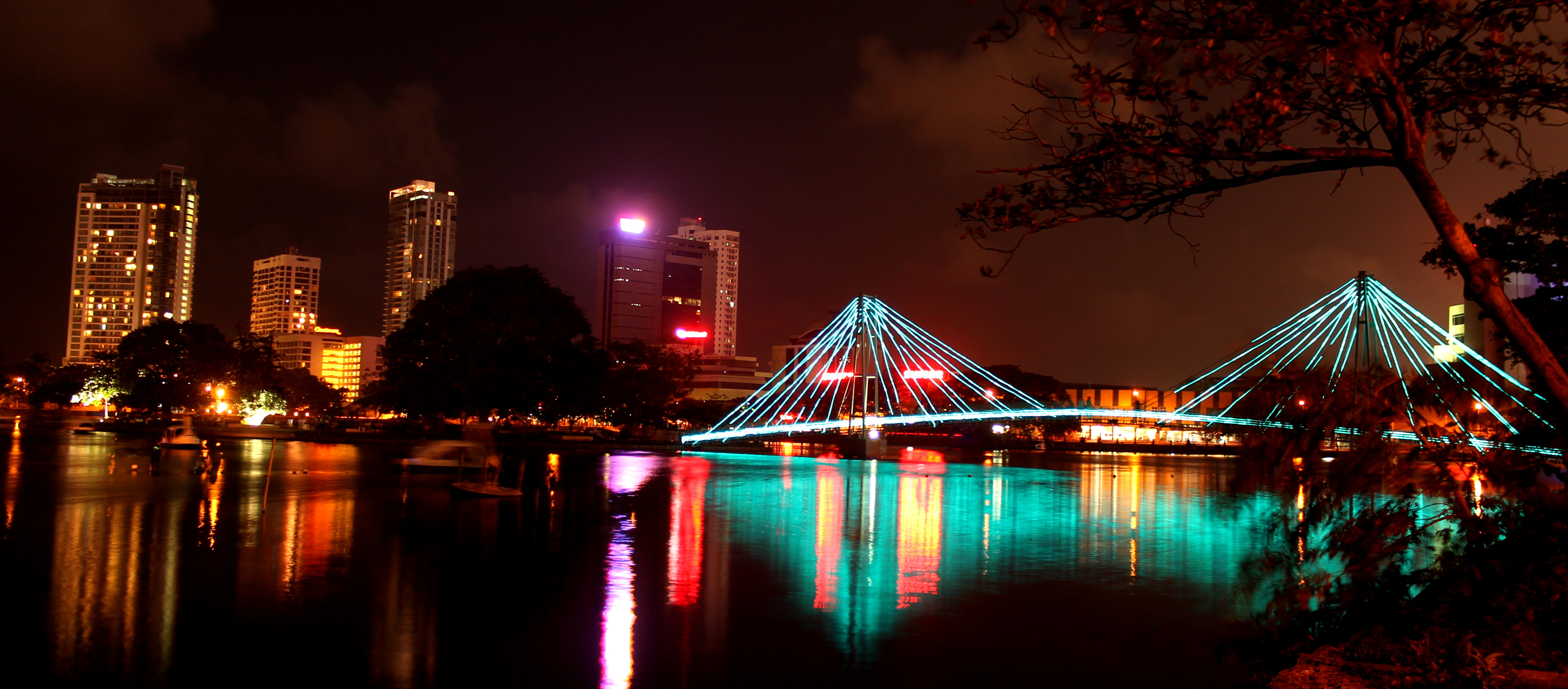
Озеро Бейра вночі.

Географія Коломбо — це суміш землі та води. У місті багато каналів, а в самому центрі міста — озеро Бейра площею 65 га. Озеро є однією з найбільш характерних пам'яток Коломбо, і протягом століть його використовували колоністи для захисту міста. Залишається популярним місцем для проведення регат і театральних заходів на його берегах. Північну і північно-східну межі міста Коломбо утворені річкою Келані, яка впадає в море в частині міста, відомій як Модера (mōdara сингальською), що означає річкова дельта.

### Клімат
Коломбо має мусонний клімат за класифікацією кліматів Кеппена, який трохи менш вологий від тропічного клімату вологих лісів. Клімат Коломбо досить помірний протягом усього року. З березня по квітень середня висока температура становить близько 31 °C. Єдина велика зміна погоди в Коломбо відбувається під час сезону мусонів з травня по серпень і з жовтня по січень. Це час року, коли можна очікувати сильних дощів. У Коломбо невеликий добовий діапазон температур, хоча це більш помітно в сухі зимові місяці, де мінімальні температури в середньому 22 °C. Кількість опадів у місті складає в середньому близько 2 500 міліметрів на рік.
| Клімат Коломбо, Шрі-Ланка (1961–2012)      | Клімат Коломбо, Шрі-Ланка (1961–2012) | Клімат Коломбо, Шрі-Ланка (1961–2012) | Клімат Коломбо, Шрі-Ланка (1961–2012) | Клімат Коломбо, Шрі-Ланка (1961–2012) | Клімат Коломбо, Шрі-Ланка (1961–2012) | Клімат Коломбо, Шрі-Ланка (1961–2012) | Клімат Коломбо, Шрі-Ланка (1961–2012) | Клімат Коломбо, Шрі-Ланка (1961–2012) | Клімат Коломбо, Шрі-Ланка (1961–2012) | Клімат Коломбо, Шрі-Ланка (1961–2012) | Клімат Коломбо, Шрі-Ланка (1961–2012) | Клімат Коломбо, Шрі-Ланка (1961–2012) | Клімат Коломбо, Шрі-Ланка (1961–2012) |
| Показник                                   | Січ.                                  | Лют.                                  | Бер.                                  | Квіт.                                 | Трав.                                 | Черв.                                 | Лип.                                  | Серп.                                 | Вер.                                  | Жовт.                                 | Лист.                                 | Груд.                                 | Рік                                   |
| Абсолютний максимум, °C                    | 35,2                                  | 35,6                                  | 36,1                                  | 35,2                                  | 33,2                                  | 33,5                                  | 32,2                                  | 32,2                                  | 32,5                                  | 33,6                                  | 34,0                                  | 35,0                                  | 36,1                                  |
| Середній максимум, °C                      | 31,0                                  | 31,2                                  | 31,7                                  | 31,8                                  | 31,1                                  | 30,4                                  | 30,0                                  | 30,0                                  | 30,2                                  | 30,0                                  | 30,2                                  | 30,4                                  | 30,7                                  |
| Середня температура, °C                    | 26,6                                  | 26,9                                  | 27,7                                  | 28,2                                  | 28,3                                  | 27,9                                  | 27,6                                  | 27,6                                  | 27,5                                  | 27,0                                  | 26,7                                  | 26,6                                  | 27,4                                  |
| Середній мінімум, °C                       | 22,3                                  | 22,7                                  | 23,7                                  | 24,6                                  | 25,5                                  | 25,5                                  | 25,1                                  | 25,1                                  | 24,8                                  | 24,0                                  | 23,2                                  | 22,8                                  | 24,1                                  |
| Абсолютний мінімум, °C                     | 16,4                                  | 18,8                                  | 17,7                                  | 21,2                                  | 20,5                                  | 21,4                                  | 21,4                                  | 21,6                                  | 21,2                                  | 21,0                                  | 18,6                                  | 18,1                                  | 16,4                                  |
| Середня кількість сонячних годин на місяць | 248,0                                 | 246,4                                 | 275,9                                 | 234,0                                 | 201,5                                 | 195,0                                 | 201,5                                 | 201,5                                 | 189,0                                 | 201,5                                 | 210,0                                 | 217,0                                 | 2621,3                                |
| Норма опадів, мм                           | 58.2                                  | 72.7                                  | 128.0                                 | 245.6                                 | 392.4                                 | 184.9                                 | 121.9                                 | 119.5                                 | 245.4                                 | 365.4                                 | 414.4                                 | 175.3                                 | 2523.7                                |
| Днів з опадами                             | 5                                     | 5                                     | 9                                     | 14                                    | 16                                    | 16                                    | 12                                    | 11                                    | 15                                    | 17                                    | 15                                    | 10                                    | 145                                   |
| Вологість повітря, %                       | 69                                    | 69                                    | 71                                    | 75                                    | 78                                    | 79                                    | 78                                    | 77                                    | 78                                    | 78                                    | 76                                    | 73                                    | 75                                    |
| ------------------------------------------ | ------------------------------------- | ------------------------------------- | ------------------------------------- | ------------------------------------- | ------------------------------------- | ------------------------------------- | ------------------------------------- | ------------------------------------- | ------------------------------------- | ------------------------------------- | ------------------------------------- | ------------------------------------- | ------------------------------------- |
| Джерело: NOAA                              |                                       |                                       |                                       |                                       |                                       |                                       |                                       |                                       |                                       |                                       |                                       |                                       |                                       |

## Пам'ятки

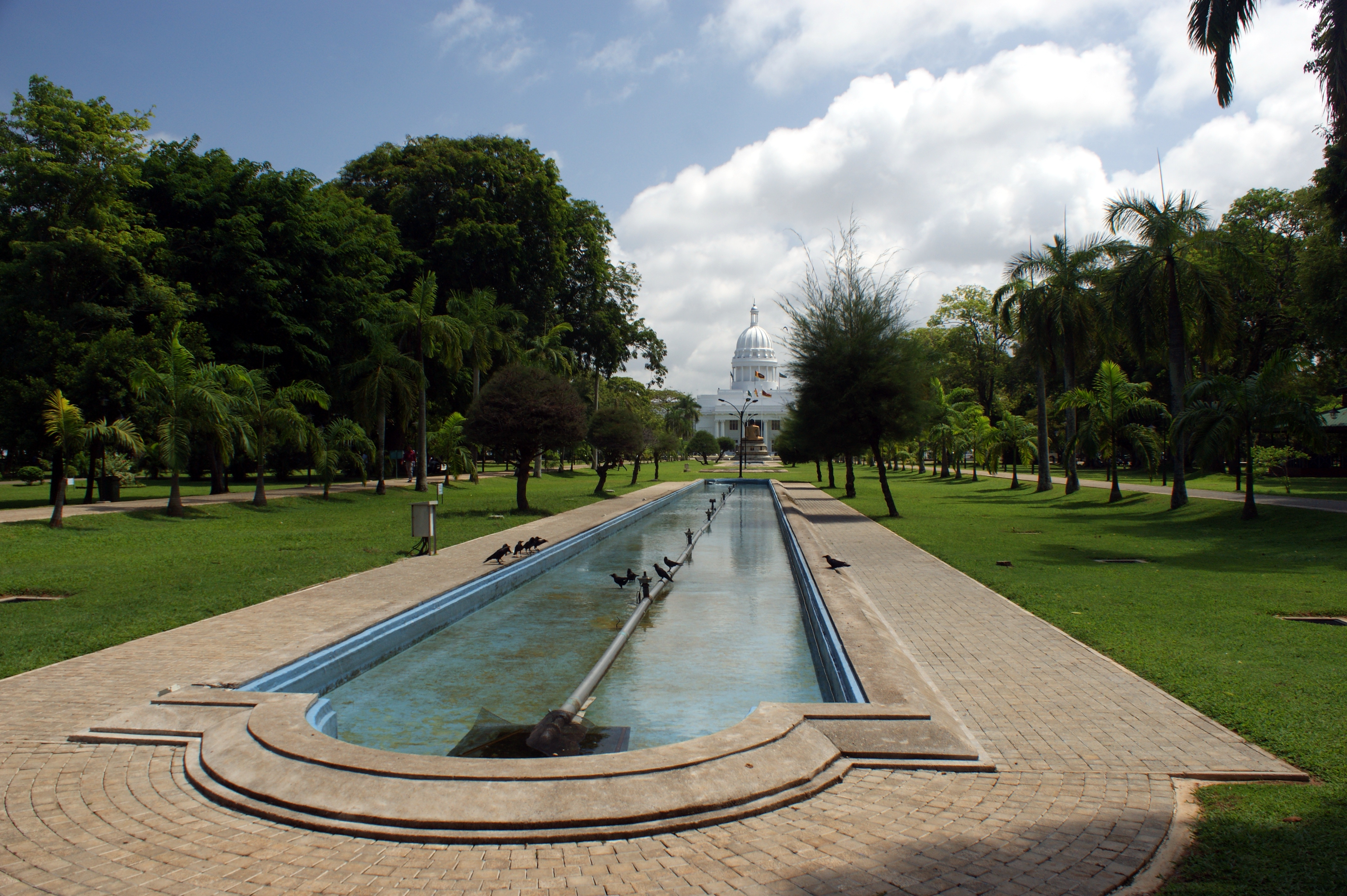
Парк Віхарамахадеві

Galle Face Green розташований у самому серці міста вздовж узбережжя Індійського океану і є популярним місцем для туристів і жителів. Galle Face Hotel є історичною пам'яткою на південному краю цієї набережної.
Храм Гангарамая є одним з найважливіших храмів Коломбо. Архітектура храму демонструє еклектичну суміш ланкійської, тайської, індійської та китайської архітектур.
Парк Віхарамахадеві (колишній парк Вікторія) — міський парк, розташований поруч з Національним музеєм Коломбо і ратушею. Це найстаріший і найбільший парк у Коломбо, має велику статую Будди.
У рамках Програми відновлення міст уряду Шрі-Ланки багато старих об'єктів та будівель були переобладнані до сучасних громадських рекреаційних просторів і торгових районів. Серед них — площа Незалежності, Плавучий ринок Петта і Старий голландський госпіталь.

## Демографія

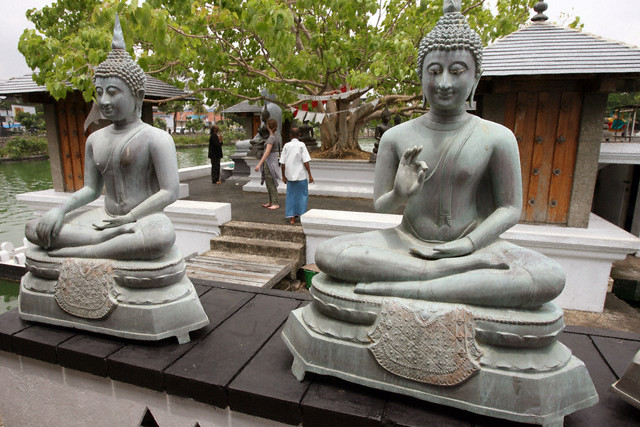
Сеема Малакая храму Гангарама на озері Бейра на території острову Слейв, є однією з багатьох релігійних структур у Коломбо

Коломбо — мульти-релігійне, багатоетнічне, багатокультурне місто. Населення Коломбо є сумішшю численних етнічних груп, в основному сингалів, ланкійських тамілів і ларакалла. Є також невеликі громади людей: португальські бюргери, голландські бюргери, громади з китайським, малайським та індійським походженням, а також численними європейськими емігрантами. Коломбо — це найбільш густонаселене місто в Шрі-Ланці, де проживає 642 163 людей у межах міста. У 1866 році в місті проживало близько 80 тисяч осіб. Згідно з переписом 2012 року демографія міського Коломбо за релігією та етнічним складом представлена в таблиці:
|                   | 2012    | Відсоток |
| ----------------- | ------- | -------- |
| Мусульмани        | 174,492 | 31.4 %   |
| Буддисти          | 173,372 | 31.2 %   |
| Індуїсти          | 125,569 | 22.6 %   |
| Римо-католики     | 60,014  | 10.8 %   |
| Інші християни    | 20,784  | 3.7 %    |
| Інші              | 800     | 0.1 %    |
| Всього            | 555,031 | 100.0 %  |
| Сингали           | 204,520 | 36.9 %   |
| Ланкійські таміли | 164,043 | 29.6 %   |
| Ларакалла         | 160,713 | 29.0 %   |
| Індійські таміли  | 12,155  | 2.2 %    |
| Малайці           | 4,709   | 0.9 %    |
| Бюргери           | 3,120   | 0.6 %    |
| Інші              | 4,569   | 0.8 %    |
| Ланкійські четті  | 750     | 0.1 %    |
| Барата            | 452     | 0.1 %    |
| Всього            | 555,031 | 100.0 %  |

## Уряд і політика

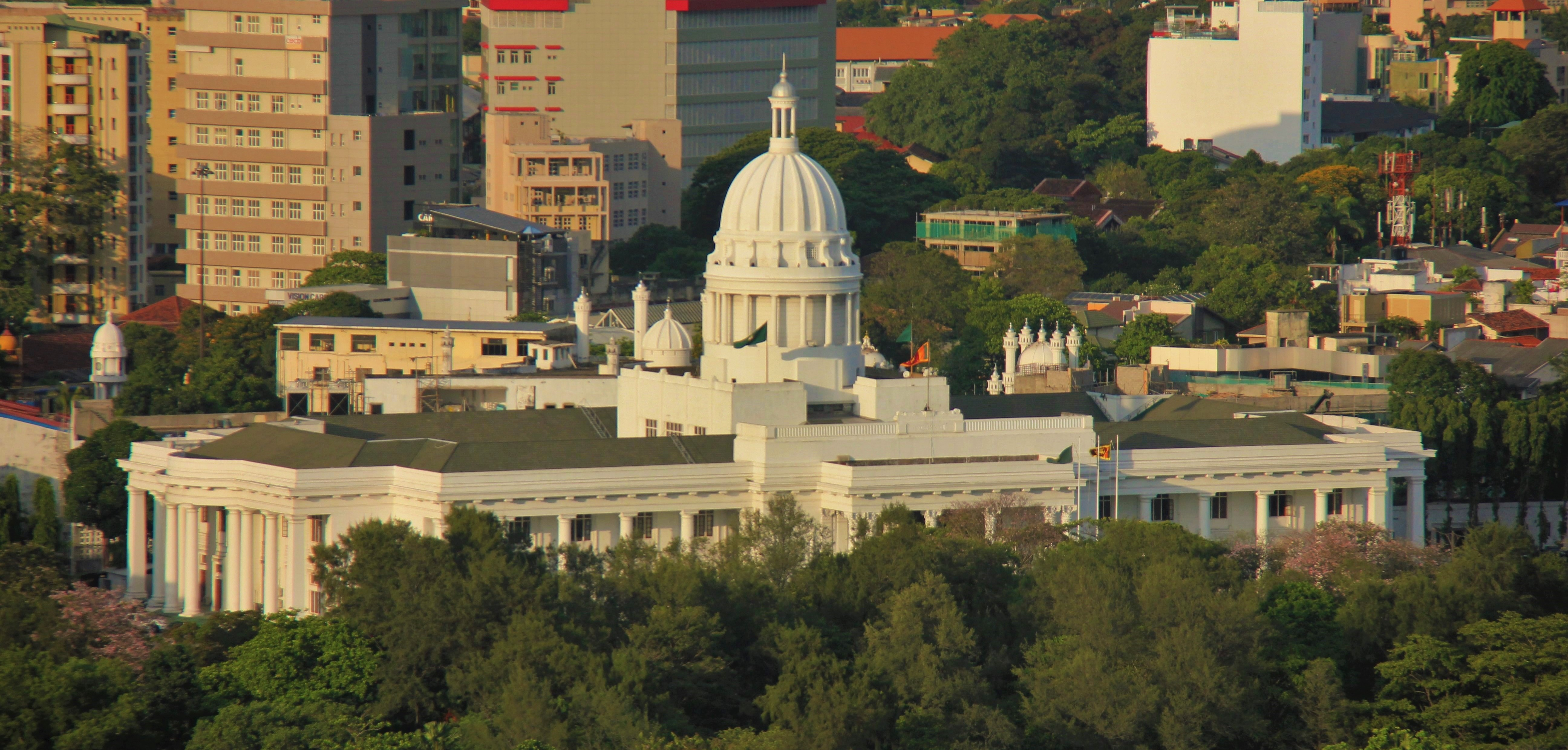
Муніципальна рада Коломбо

### Місцевий уряд
Коломбо — це хартійне місто, з міською радою. Міський голова і члени ради обираються через місцеві вибори, що проводяться раз на п'ять років. Протягом останніх 50 років містом керувала Об'єднана національна партія (ОНП), чия ділова політика відповідає населенню Коломбо. Однак список кандидатур ОНП для муніципальних виборів 2006 року був відхилений, і Незалежна Група за підтримки ОНП виграла вибори. Увайс Мохамед Імітіяс згодом був призначений мером Коломбо.
Міська влада надає послуги з каналізації, управління дорогами та утилізації відходів, у разі надання послуг водопостачання, електропостачання та телефонного зв'язку, рада підтримує зв'язок з водопостачанням та водовідведенням, цейлонськими постачальниками електроенергії та телефонних послуг.

### Національна столиця
Коломбо було столицею прибережних районів, контрольованих португальцями, голландцями та англійцями з 1700-х до 1815 року, коли британці отримали контроль над усім островом після захоплення держави Канді. 10 березня 1815 року була підписана Кандійська угода, яка закріпила це захоплення. Відтоді до 1980-х років національною столицею острова було Коломбо. У 1980-х роках були зроблені плани перенести адміністративну столицю до Шрі-Джаяварденепура-Котте і таким чином перенести всі державні установи з Коломбо, щоб звільнити місце для комерційної діяльності. Як перший крок парламент був переведений у новий комплекс у Котте, а також було перенесено кілька міністерств і відомств. Однак цей крок так і не був завершений. Сьогодні багато державних установ все ще залишаються в Коломбо. До них належать Будинок Президента, Секретаріат Президента, Будинок Прем'єр-міністра, Офіс Прем'єр-міністра, Верховний Суд Шрі-Ланки, Центральний банк Шрі-Ланки, важливі урядові міністерства та відомства; такі, як фінансів, оборони, державного управління та внутрішніх справ, закордонних справ, юстиції і військовий штаб, військово-морський штаб, штаб ВПС (ВПСШЛ Коломбо) і штаб поліції.

## Пошта

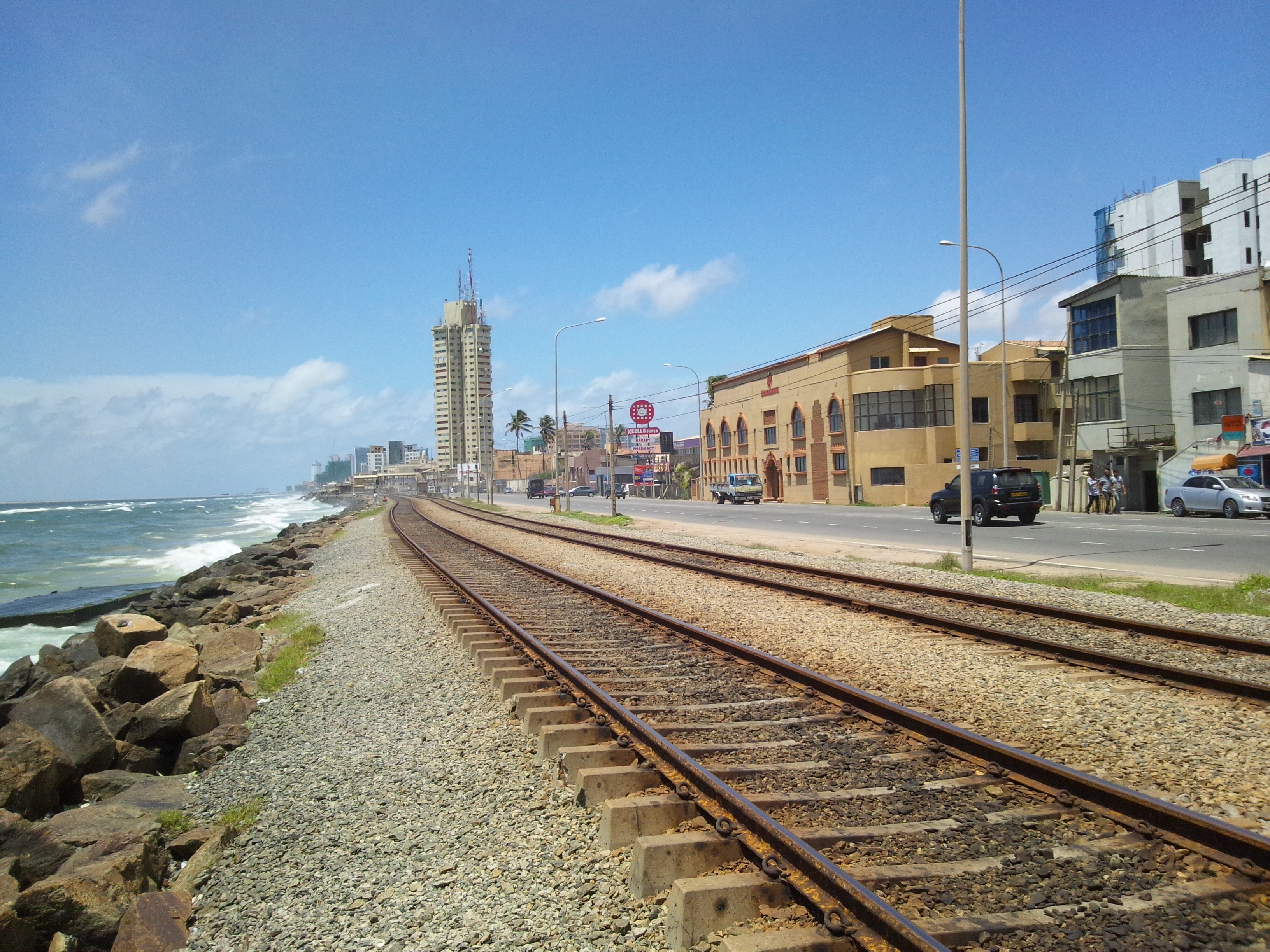
Територія Бамбалапітія

Коломбо ділиться на 15 пронумерованих територій для поштового зв'язку. У межах цих територій розташовані передмістя з відповідним поштовим відділенням.

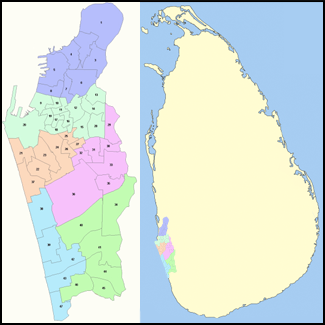
Карта Коломбо з адміністративними районами

| Поштовий номер | Передмістя                                     |
| Коломбо 1      | Форт                                           |
| Коломбо 2      | Острів Слейв, Union Place                      |
| Коломбо 3      | Коллупітія                                     |
| Коломбо 4      | Бамбалапітія                                   |
| Коломбо 5      | Хавелок-Таун, Кірулупана, Північний Кірілапоне |
| Коломбо 6      | Веллаватте, Паманкада,                         |
| Коломбо 7      | Сади кориці                                    |
| Коломбо 8      | Борелла                                        |
| Коломбо 9      | Дематагода                                     |
| Коломбо 10     | Марадана, Панчікаватте                         |
| Коломбо 11     | Петта                                          |
| Коломбо 12     | Хултсдорф                                      |
| Коломбо 13     | Котахена, Блумендал                            |
| Коломбо 14     | Грандпасс                                      |
| Коломбо 15     | Мутвал, Модара, Маттаккулія, Мадампітія        |

## Передмістя столичної зони
Законодавча влада Шрі-Джаяварденепура-Котте
- ПітаКотте
- ЕтулКотте
- Навала
- Нугегода
- Раджагірія

## Зовнішні передмістя
- Атуругірія
- Баттарамулла
- Батуватта
- Боралесгамува
- Далугама
- Дехівала-Маунт-Лавінія
- Екала
- Годагама
- Хомагама
- Хокандара
- Джа-Ела
- Кадавата
- Калубовіла
- Кандана
- Кірібатгода
- Колоннава
- Косватте
- Котікаватта
- Коттава
- Кадувела
- Махарагама
- Малабе
- Моратува
- Панніпітія
- Пеліягода
- Піліяндала
- Рагама
- Ратмалана
- Талаватугода
- Ваттала
- Вікрамасінхапура

## Економіка

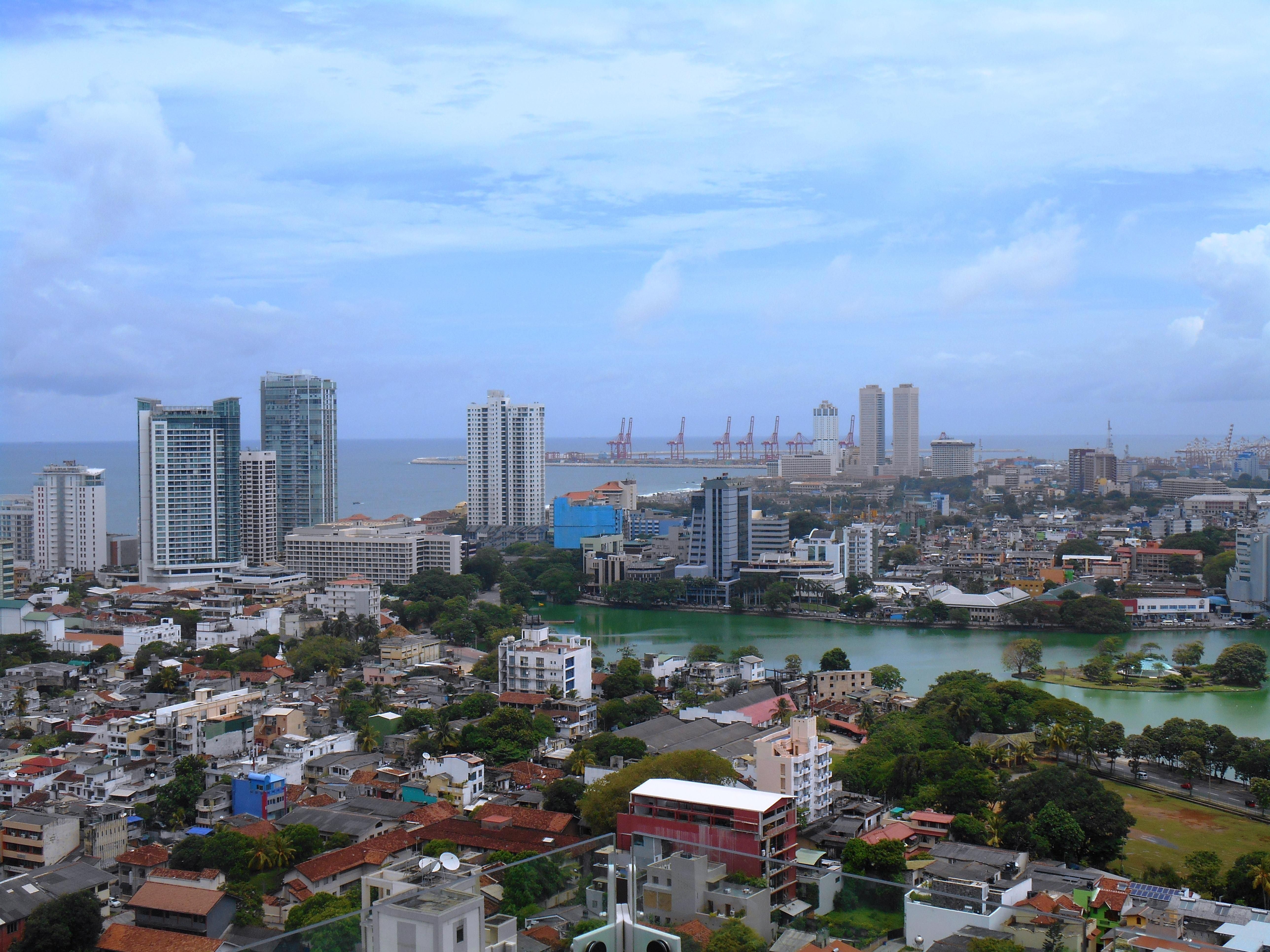
Місто Коломбо є центром економічної діяльності Шрі-Ланки

Більшість корпорацій Шрі-Ланки мають головні офіси в Коломбо, включаючи Aitken Spence, Ceylinco Corporation, Stassen group, John Keells Holdings, Cargills, Hemas Holdings і Akbar Brothers. Деякі індустрії включають хімікати, текстиль, скло, цемент, вироби зі шкіри, меблі та ювелірні вироби. У центрі міста знаходиться Всесвітній торговий центр. 40-поверховий комплекс Twin Tower є центром важливих комерційних закладів у Форті, енергічному центрі міста. Прямо за межами району Форту знаходиться Петта, який походить від сингальського слова pita, що означає «поза» або «зовні».

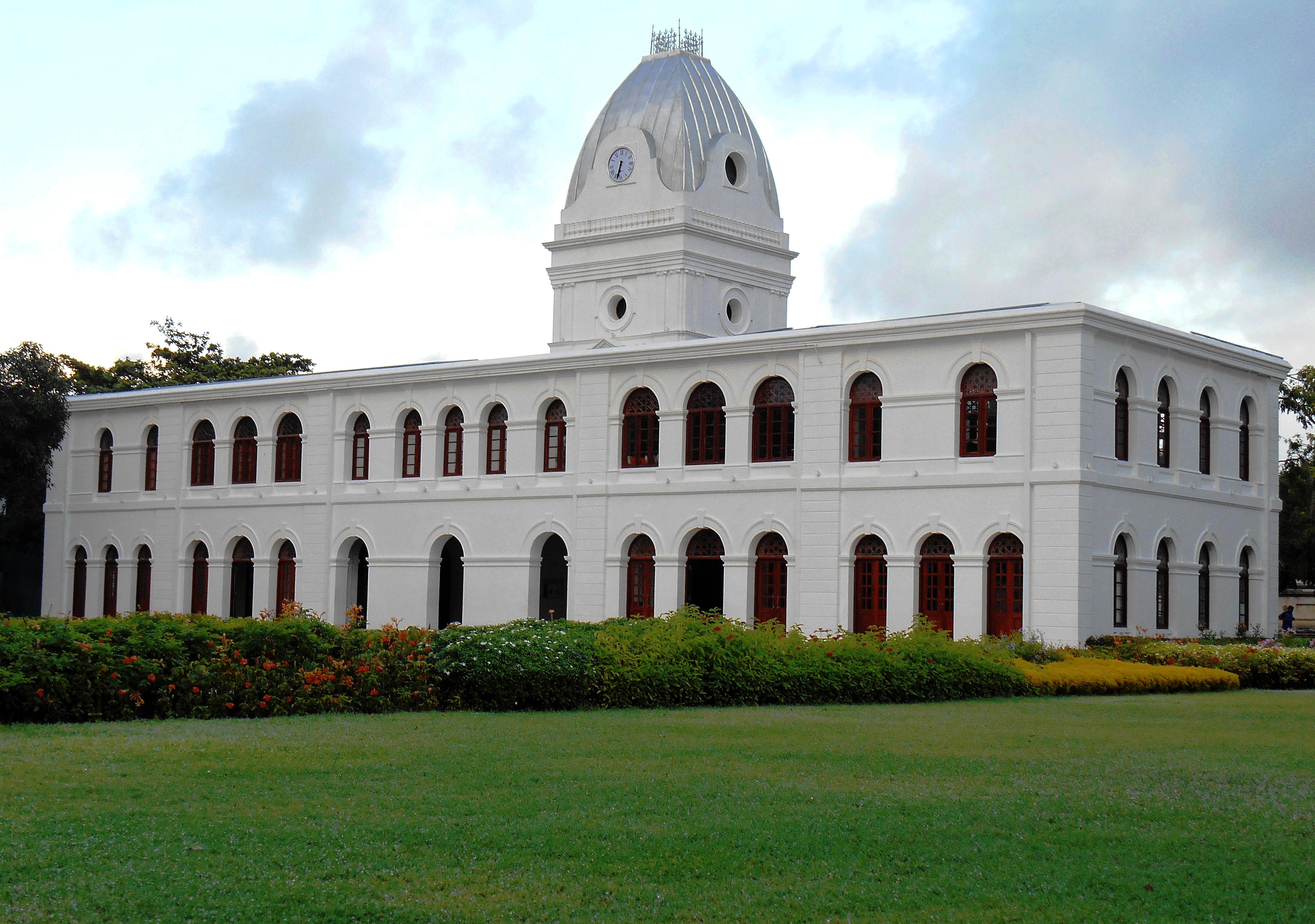
Торговий центр Площа Незалежності Аркади

Столична зона Коломбо в 2013 році мала  50% ВВП країни, що робить її найбільш важливим та перспективним аспектом економіки Шрі-Ланки. Дохід на душу населення в столичній зоні Коломбо становив 8623 долари США, купівельна спроможність на душу населення — 25 117 доларів США, що робить його одним з найбільш процвітаючих регіонів Південної Азії. Столична зона Коломбо  є найважливішим промисловим, комерційним і адміністративним центром в Шрі-Ланці. Велика частка експортно-орієнтованого виробництва країни відбувається в цьому регіоні, який є двигуном розвитку для Шрі-Ланки.

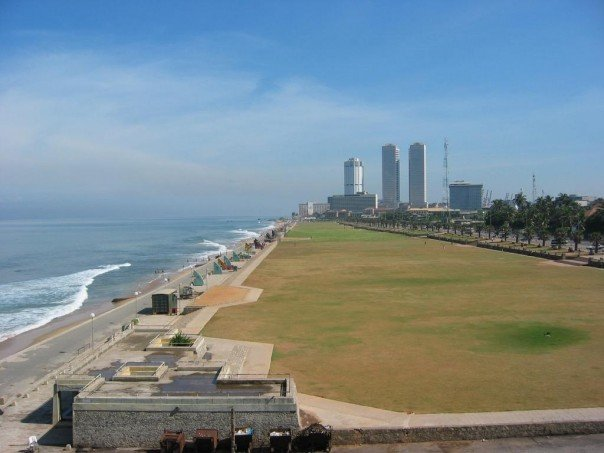
Galle Face Green, де відбуваються багато великих подій, є улюбленим місцем для багатьох. Він знаходиться в безпосередній близькості від багатьох великих готелів. Раніше це було місцем гоночного курсу міста, поля для гольфу та поля для крикету

Західна провінція складає менше 40% ВВП і близько 80% промислових цінностей, хоча на її територію припадає лише 5,7% географічної території країни та 25% населення країни. Враховуючи її важливість як головних міжнародних воріт для Шрі-Ланки і як головного економічного драйвера країни, уряд Шрі-Ланки розпочав амбітну програму перетворення Коломбо та його території на мегаполіс міжнародних стандартів. Вузькі проходи перешкоджають мегаполісу Коломбо реалізувати свій повний економічний потенціал. Щоб полегшити трансформацію Коломбо, уряд має вирішити ці вузькі проходи, які довгий час перешкоджали економічному та фізичному відродженню міста.
Петта більше переповнена ніж Форт. Дороги Петта завжди заповнені, а тротуари наповнені невеликими кіосками, які торгують речами від шербетів до сорочок. Головна вулиця складається в основному з магазинів одягу та перехресних доріг, які відомі як Крос-Стріт, де кожна з п'яти вулиць спеціалізується на конкретному бізнесі. Наприклад, Перша вулиця Крос-Стріт спеціалізується в основному на електронних товарах, Друга - мобільними телефонами і модними товарами. На більшості цих підприємств переважають мусульманські торговці. Наприкінці Головної вулиці далі від Форту знаходиться Морська вулиця — ринок золота Шрі-Ланки — там переважають таміли. Ця кілометрова вулиця наповнена ювелірними магазинами, включаючи колишній головний офіс SriLankan Airlines.

## Культура

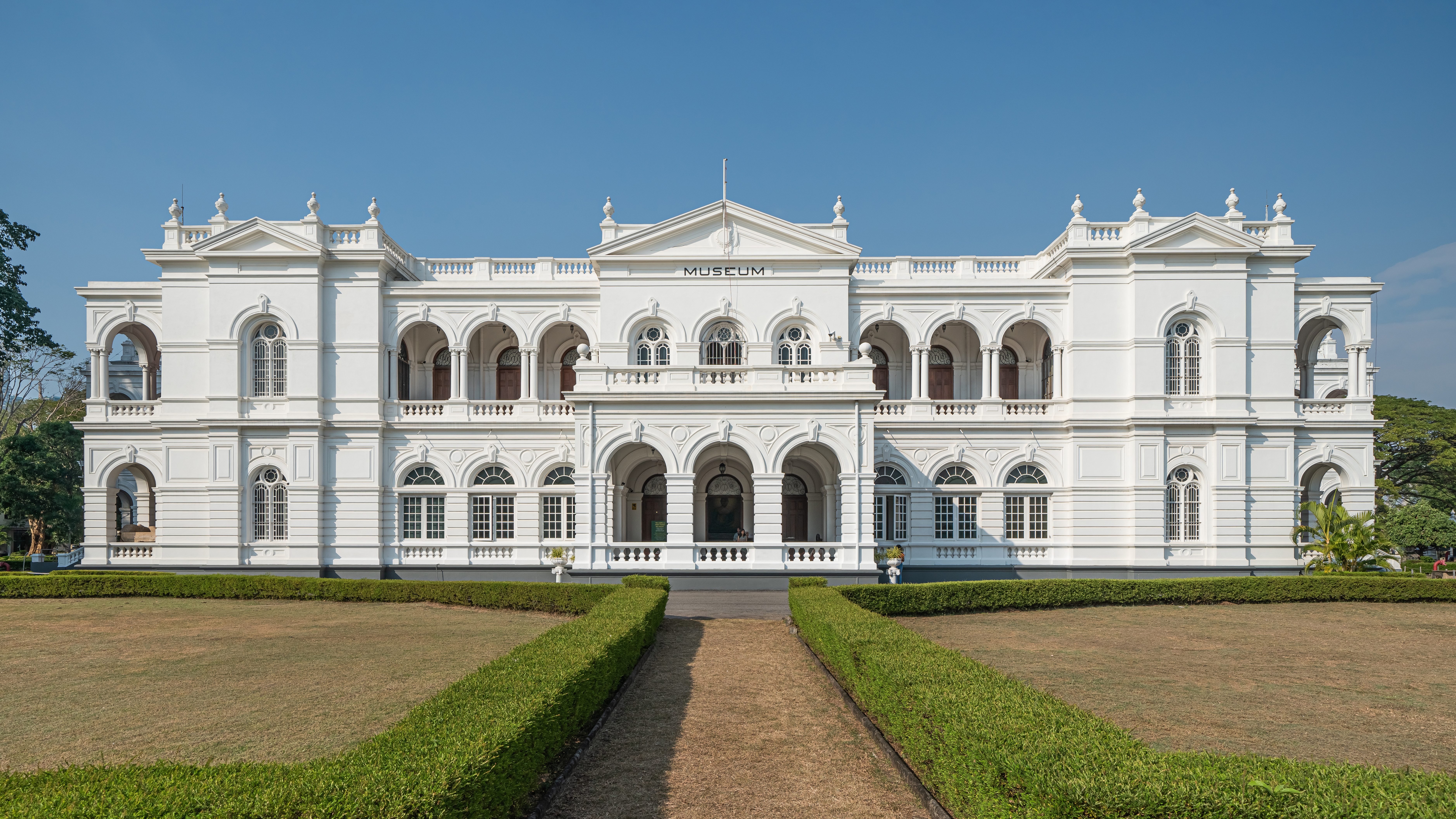
Національний музей

У місті є університет, декілька коледжів, обсерваторія. Безліч церков, мечетей, храмів буддистів і індуїстів. На околиці міста — два буддійські університети.
Музеї:
- Національний музей Коломбо, заснований 1877 року, найбільший музей країни
- Національна художня галерея
- Національний поштовий музей
- Національний музей природознавства
- Голландський музей Коломбо
- Морський портовий музей Коломбо
- Музей валют

## Транспорт
Порт Коломбо — найбільший у Південній Азії. Глибоководна гавань займає площу 250 га і захищена трьома молами, є контейнерний термінал. Через порт Коломбо експортують більшу частину продукції плантаційного господарства та ввозять значну частину імпорту. Порт має важливе значення як транзитний міжнародний порт для суден, що здійснюють тривалі морські рейси.
Міжнародний аеропорт імені Соломона Бандаранаїке розміщений в Катунаяке, за 32 км на північ від Коломбо. Місто з'єднане залізницями і автотрасами зі всіма провінціями країни.

## Особи
У Коломбо довгий час жив і працював відомий письменник-фантаст Артур Кларк.

## Галерея

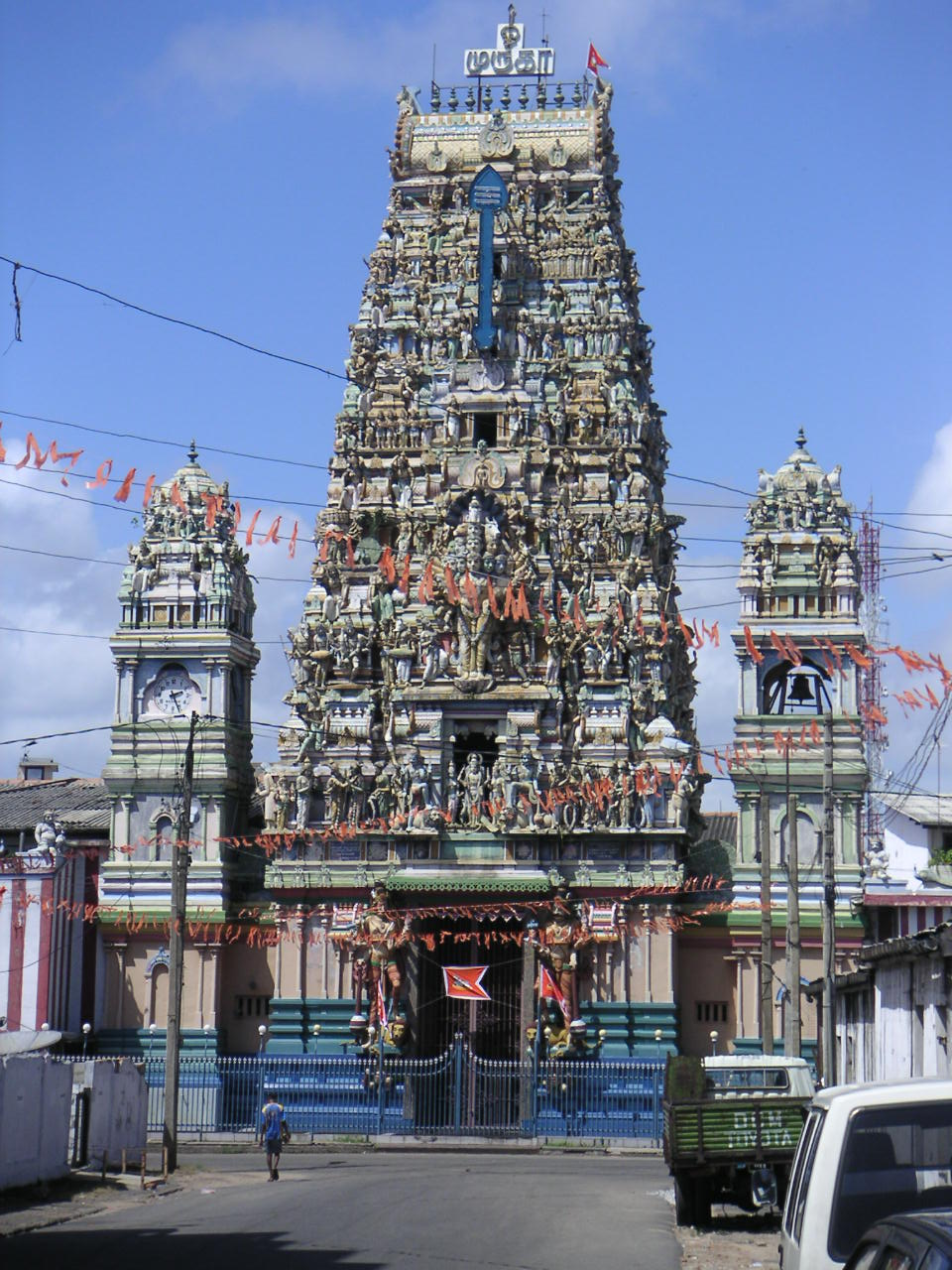
Індуїстський храм
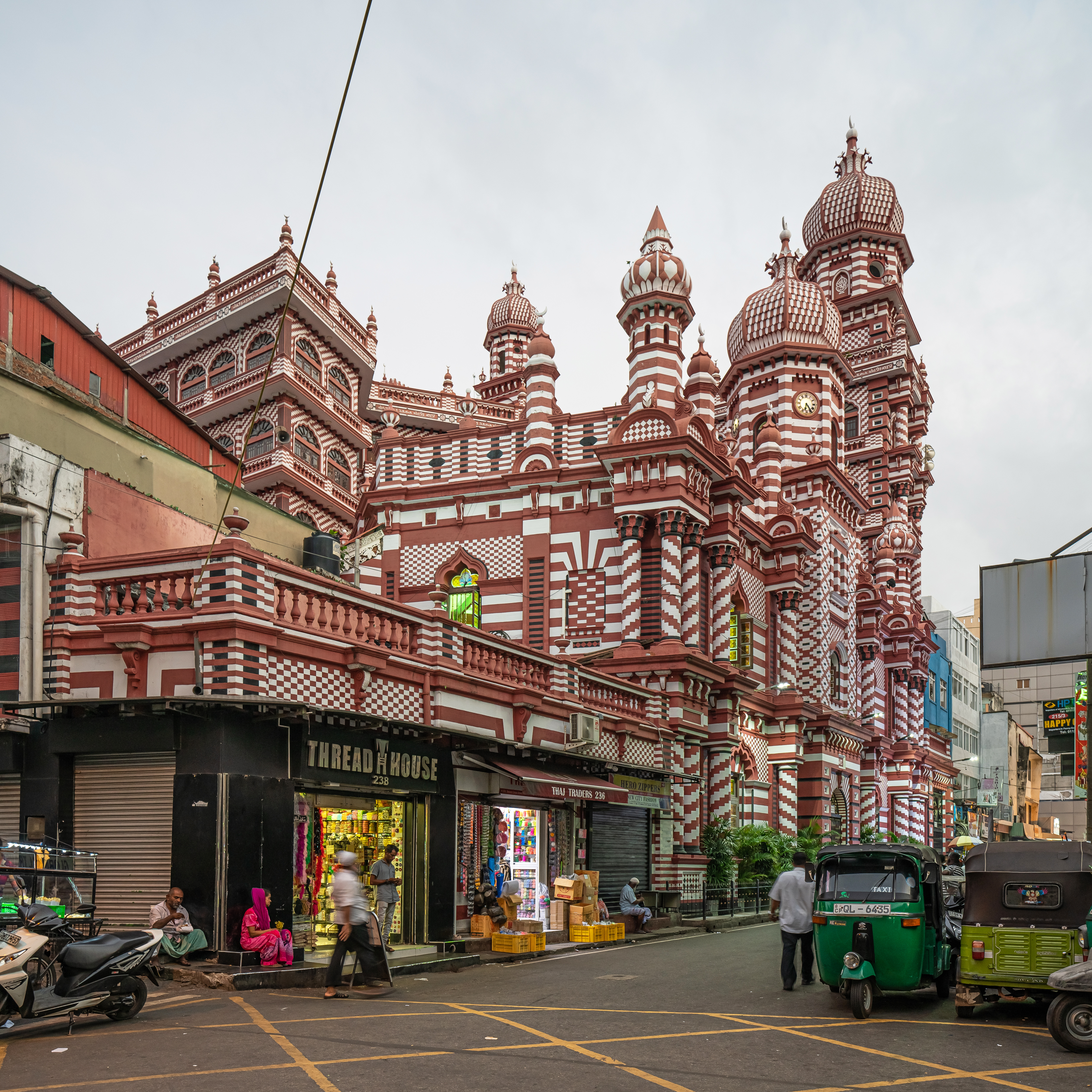
Мечеть Джамі-Уль-Альфар
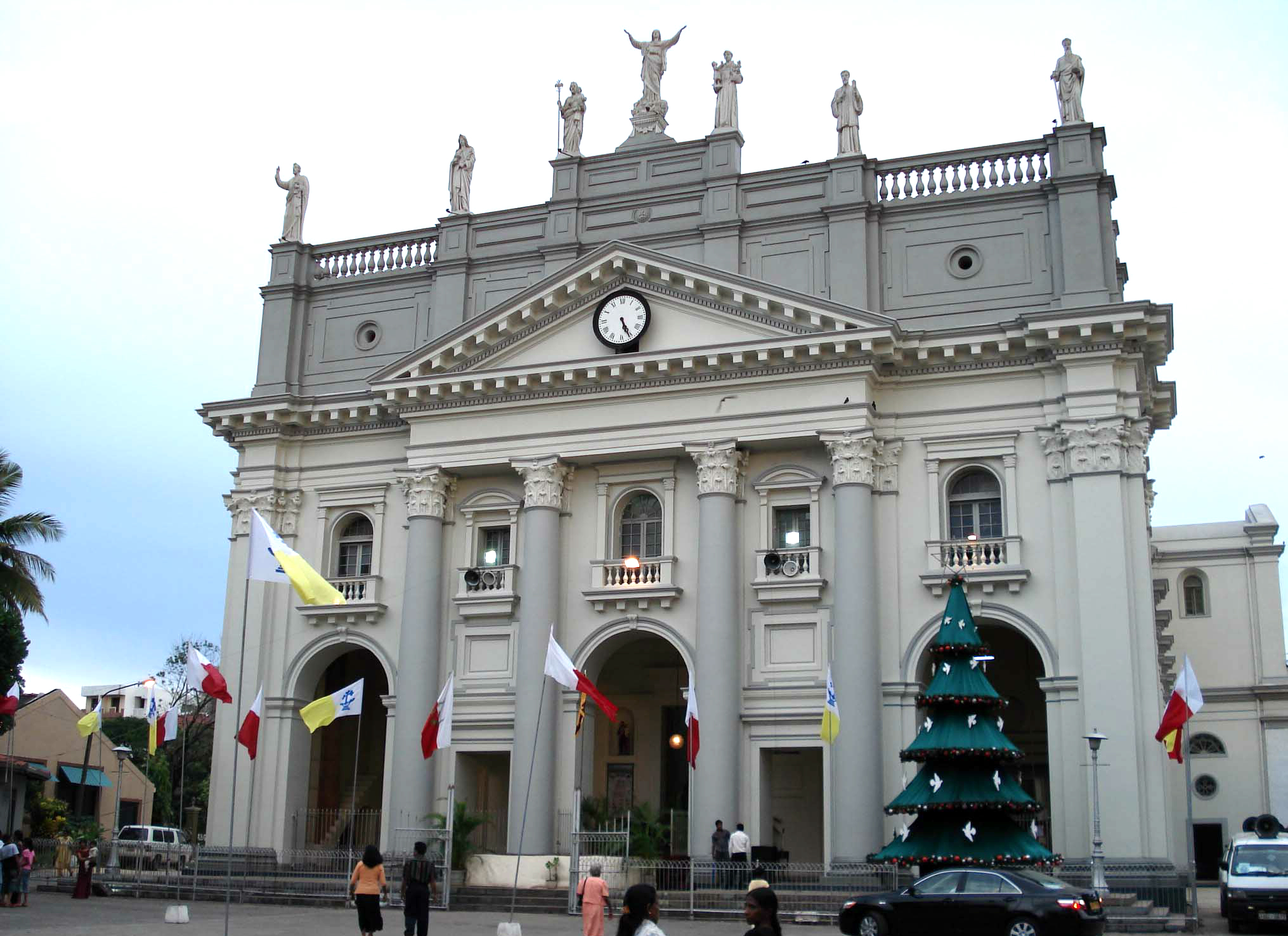
Собор Святої Люції
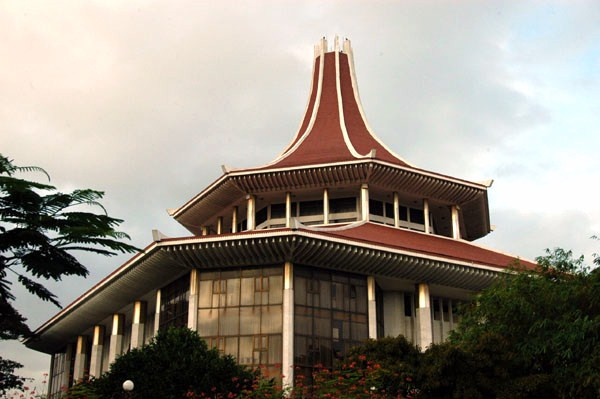
Верховний суд Шрі-Ланки
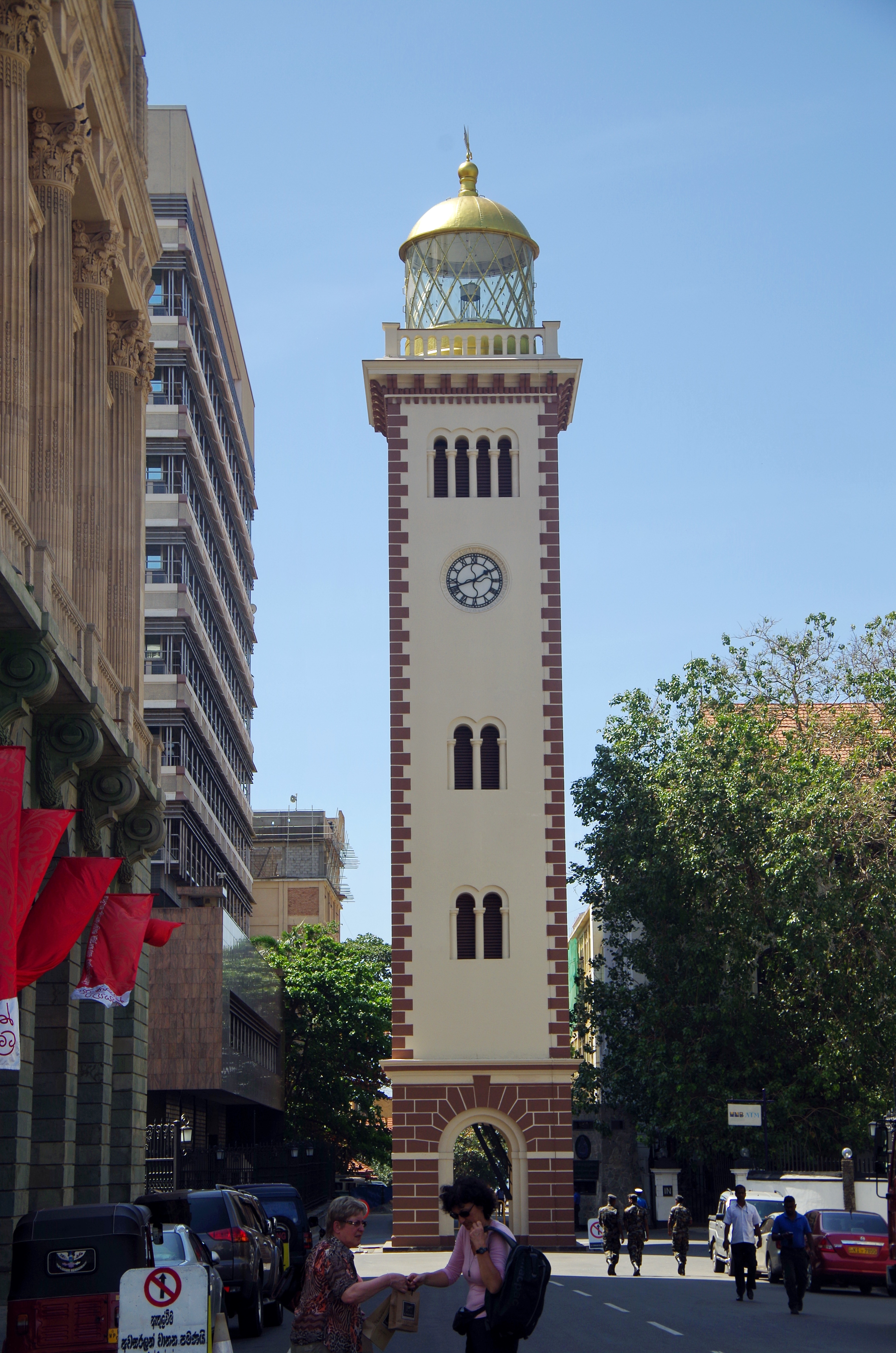
Старий маяк Коломбо
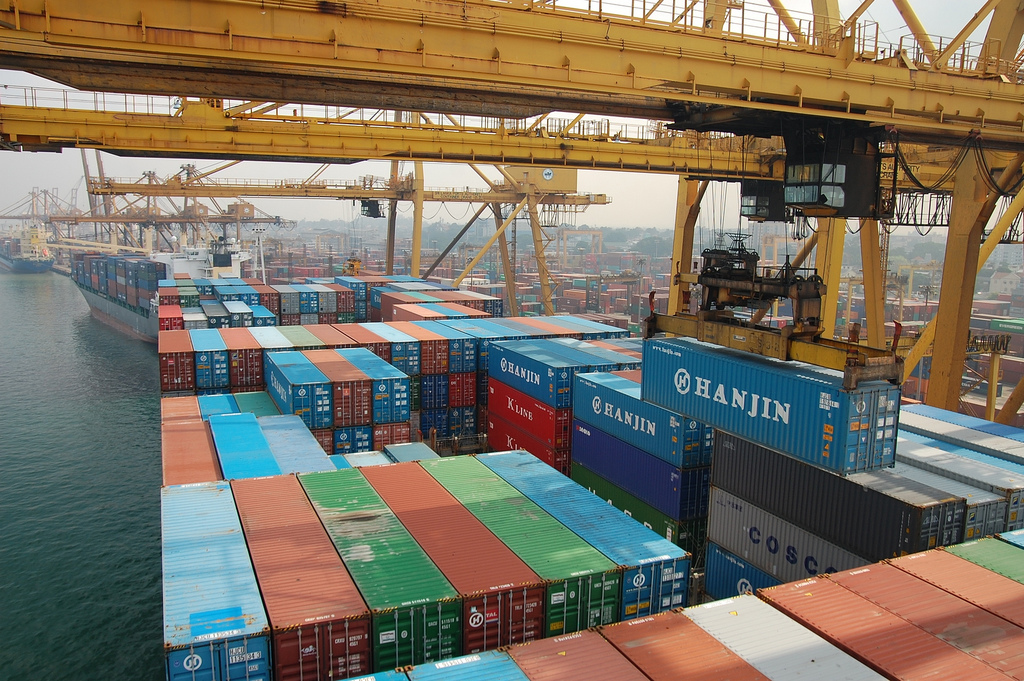
Контейнерний термінал в порту Коломбо

## Міста-побратими
| Країна          | Місто           | Регіон           | З    |
| --------------- | --------------- | ---------------- | ---- |
| Непал           | Біратнагар      | Моранґ           | 1874 |
| Росія           | Санкт-Петербург | N/A              | 1997 |
| КНР             | Шанхай          | N/A              | 2003 |
| Велика Британія | Лідс            | Західний Йоркшир | 2008 |
| Монголія        | Улан-Батор      | -                | 2012 |
| Мальдіви        | Мале            | Каафу (атол)     | 2013 |
| Мальдіви        | Мароші          | Шавіяні (атол)   | 2015 |